# Parafia Podwyższenia Krzyża Świętego w Dołhobrodach
Parafia Podwyższenia Krzyża Świętego – parafia rzymskokatolicka w Dołhobrodach.
W 1701 Karol Stanisław Radziwiłł kanclerz wielki litewski uposażył kościół unicki w Dołhobrodach. Następny kościół, również drewniany, został zamieniony na cerkiew w 1875 r.  W 1919 budynek został zrewindykowany na rzecz Kościoła katolickiego. Parafię wznowiono w 1919. 
Obecny kościół parafialny murowany, eklektyczny z cechami baroku w wystroju wnętrza, został wybudowany w latach 1927-1932 na miejscu rozebranej starej świątyni. 
Parafia ma księgi metrykalne od 1921.
Terytorium parafii obejmuje: Dołhobrody, Pawluki oraz Zaświatycze.